# Agnes Olmans

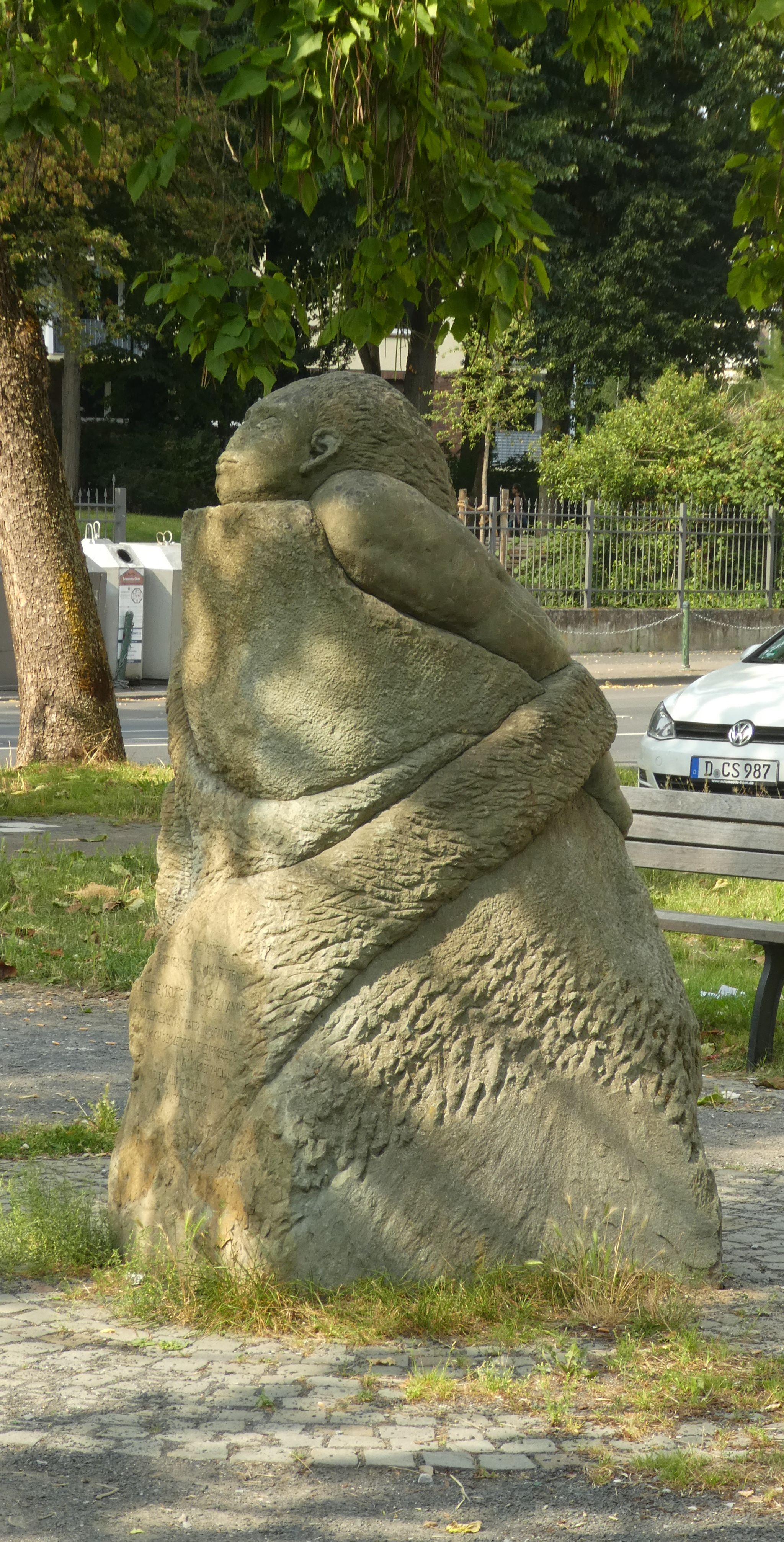
Gerresheimer Hexenstein „Befreiung“ (2022)

Agnes Olmans (verschrieben auch: Olmanns, geb. Heushof; * 1691 in Hamm; † 19. August 1738 in Gerresheim) wurde 1736 von Helena Curtens der Teufelsbuhlschaft beschuldigt, zwei Jahre später im letzten Hexenprozess am Niederrhein zum Tode verurteilt und am 19. August 1738 gemeinsam mit Helena Curtens durch Verbrennung auf dem Gallberg hingerichtet.

## Leben
Agnes Olmans heiratete 1710 den Tagelöhner Johann Heinrich Olmans. Aus der Ehe gingen sieben Kinder hervor. Aufgrund der beruflichen Tätigkeit Johann Heinrich Olmans’ an verschiedenen Höfen wechselte die Familie häufig den Wohnort und war in den verschiedenen Gemeinden nur wenig sozial verankert. Das Gerücht, dass Agnes Olmans von einer Hexe abstamme, wurde auch durch die Aussage ihres Mannes gestützt, der behauptete, dass ihre Mutter bereits als Hexen-Grit bekannt gewesen sei.

## Gedenken und Rehabilitation
Ein Gedenkstein, der sogenannte Gerresheimer Hexenstein, auch „Befreiung“ genannt, erinnert an den Tod der beiden Personen. 1989 erstellte die Künstlerin Gabriele Tefke das Denkmal aus Anröchter Dolomit, das die folgende Inschrift trägt:

„Die Würde / des Menschen ist unantastbar / Helene M. Curtens und Agnes Olmanns / in Gerresheim am 19.8.1738 verbrannt / nach dem letzten Hexenprozess am Niederrhein / und für alle Gequälten und Ausgestoßenen“

Die Bezirksvertretung 7, Düsseldorf-Gerresheim, beschloss am 22. November 2011, einen Platz nach den beiden Frauen zu benennen. Dieser Platz mit dem Hexengedenkstein an der Ecke Dreher-/Schönaustraße heißt Helena-Curtens-und-Agnes-Olmans-Platz.